# Graptopetalum marginatum
Graptopetalum marginatum là một loài thực vật có hoa trong họ Crassulaceae. Loài này được Kimnach & Moran mô tả khoa học đầu tiên năm 2002.